# Pulaski County (Arkansas)
Das Pulaski County ist ein County im Bundesstaat Arkansas. Der Verwaltungssitz (County Seat) ist Little Rock. Das Pulaski County ist Bestandteil der Metropolregion Little Rock.

## Geographie
Das County liegt im geografischen Zentrum von Arkansas und hat eine Fläche von 2092 Quadratkilometern, wovon 96 Quadratkilometer Wasserfläche sind. Es grenzt an folgende Countys:
| Perry County  | Faulkner County  |               |
| Saline County |                  | Lonoke County |
|               | Jefferson County |               |

## Geschichte

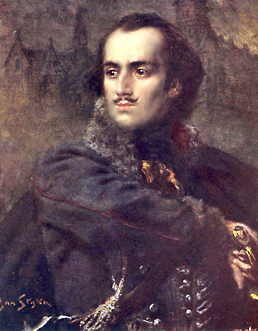
Kazimierz Pułaski

Das Pulaski County wurde am 15. Dezember 1818 aus Teilen des Arkansas County gebildet und ist eines von fünf Countys, die zu einer Zeit gebildet wurden, als Arkansas noch ein Teil des Missouri-Territoriums war. Benannt wurde es nach dem aus Polen stammenden Soldaten Kazimierz Pułaski, der während des Revolutionskrieges George Washington das Leben rettete.

## Demografische Daten
Nach der Volkszählung im Jahr 2000 lebten im Pulaski County 361.474 Menschen. Davon wohnten 8253 Personen in Sammelunterkünften, die anderen Einwohner lebten in 147.942 Haushalten und 95.718 Familien. Die Bevölkerungsdichte betrug 181 Einwohner pro Quadratkilometer. Ethnisch betrachtet setzte sich die Bevölkerung zusammen aus 63,96 Prozent Weißen, 31,87 Prozent Afroamerikanern, 0,39 Prozent amerikanischen Ureinwohnern, 1,25 Prozent Asiaten, 0,04 Prozent Bewohnern aus dem pazifischen Inselraum und 1,09 Prozent aus anderen ethnischen Gruppen; 1,40 Prozent stammen von zwei oder mehr Ethnien ab. Unabhängig von der ethnischen Zugehörigkeit waren 2,44 Prozent der Bevölkerung spanischer oder lateinamerikanischer Abstammung.
Von den 147.942 Haushalten hatten 30,5 Prozent Kinder oder Jugendliche im Alter unter 18 Jahre, die mit ihnen zusammen lebten. 45,9 Prozent waren verheiratete, zusammenlebende Paare, 15,1 Prozent waren allein erziehende Mütter, 35,3 Prozent waren keine Familien. 30,0 Prozent aller Haushalte waren Singlehaushalte und in 8,8 Prozent lebten Menschen im Alter von 65 Jahren oder darüber. Die Durchschnittshaushaltsgröße lag bei 2,39 und die durchschnittliche Familiengröße bei 2,98 Personen.
25,2 Prozent der Bevölkerung waren unter 18 Jahre alt, 9,6 Prozent zwischen 18 und 24, 31,1 Prozent zwischen 25 und 44, 22,6 Prozent zwischen 45 und 64 und 11,5 Prozent waren 65 Jahre oder älter. Das Durchschnittsalter betrug 35 Jahre. Auf 100 weibliche kamen statistisch 92,0 männliche Personen und auf 100 Frauen im Alter von 18 Jahren und darüber kamen durchschnittlich 88,2 Männer.

Das jährliche Durchschnittseinkommen eines Haushalts betrug 38.120 USD, das Durchschnittseinkommen der Familien 46.523 USD. Männer hatten ein Durchschnittseinkommen von 33.131 USD, Frauen 25.943 USD. Das Prokopfeinkommen betrug 21.466 USD. 10,4 Prozent der Familien und 13,3 Prozent der Einwohner lebten unterhalb der Armutsgrenze.

## Kultur und Sehenswürdigkeiten

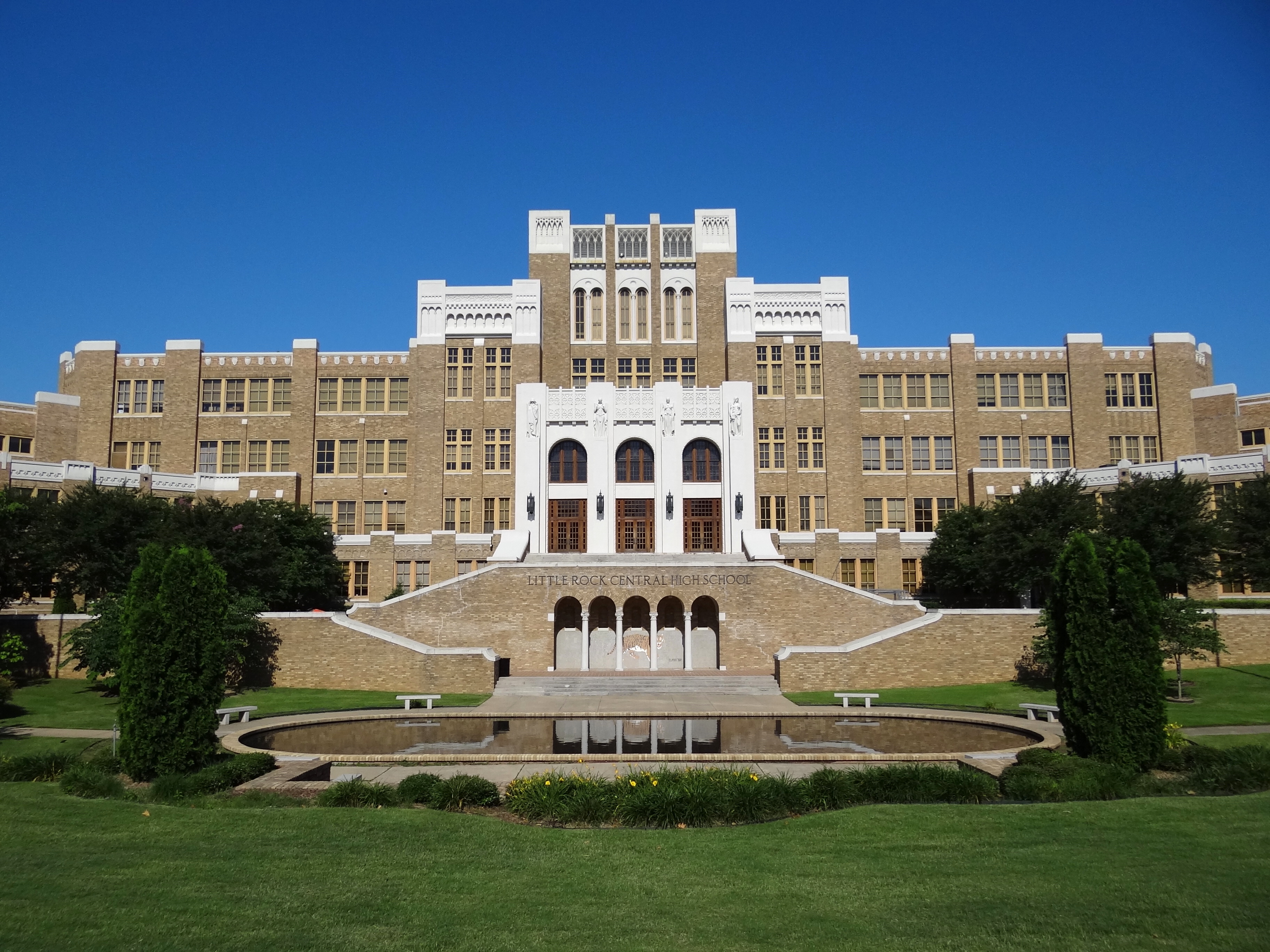
Frontfassade der Little Rock Central High School (2012). Diese Schule erreichte im September 1957 durch die Little Rock Nine („Die Neun aus Little Rock“) nationale Bekanntheit, als Präsident Dwight D. Eisenhower dort mit der Nationalgarde die Aufhebung der Rassentrennung durchsetzen musste. Im Mai 1982 wurde das Gelände als National Historic Landmark anerkannt.

352 Bauwerke, Stätten und historische Bezirke (Historic Districts) des Countys sind im National Register of Historic Places („Nationales Verzeichnis historischer Orte“; NRHP) eingetragen (Stand 8. Juli 2022), davon 86 außerhalb von Little Rock. Fünf Objekte im Pulaski County haben den Status von National Historic Landmarks („Nationales historisches Wahrzeichen“): der Schlepper USS Hoga (YT-146), das Daisy Bates House, die zugleich als National Historic Site („Nationale historische Stätte“) zählende  Little Rock Central High School, das Old State House und das Joseph Taylor Robinson House.

## Orte im Pulaski County
| Citys - Cammack Village - Jacksonville - Little Rock - Maumelle | - North Little Rock - Sherwood - Wrightsville | Town - Alexander |

Census-designated places
| - College Station - Gibson - Gravel Ridge - Hensley | - McAlmont - Landmark - Sweet Home - Woodson |

Unincorporated Communitys
| - Baucum - Blue Hill - Booker - Cato - Crystal Hill - East End | - Galloway - Genevia - Hamiter - Jackson Heights - Jax - Jeffery | - Kerr - Mabelvale - Macon - Marche - Natural Steps - Northpoint | - Pinnacle - Rixey - Roland - Royal Oak - Scott - Shannon Hills | - Sylvan Hills - Tafton - Toltec - Toneyville - West Marche |

weitere Orte
- Amboy
- Base Line
- Berger
- Biddle
- Bredlow Corner
- Brittain
- Cloverdale
- Dixie
- Douglasville
- Estes
- Fairman
- Fairview
- Ferndale
- Geyer Springs
- Gillam Park
- Gum Springs
- Haig
- Higgins
- Hot Springs Junction
- Iron Springs
- Ironton
- Ivesville
- Lakewood
- Levy
- Little Italy
- Martindale
- Meadowcliff
- Monnie Springs
- Morgan
- Mount Pilgrim
- Oak Forest
- Oak Grove
- Olmstead
- Pankey
- Park Hill
- Parkers
- Pecan Grove
- Pinnacle
- Protho Junction
- Pulaski
- Pulaski Heights
- Red Gate
- Rixey
- Roland
- Rose City
- Rosedale
- Rottaken
- Scott
- Shady Grove
- Spring Valley
- Sylvan Hills
- Tafton
- Terrytown
- Toneyville
- Twin Springs
- Valentine
- Wakefield Village
- Wampoo
- Ward
- Warsaw
- West Marche
- Westwood
- Woodland Heights
- Woodyardville
- Wye

Townships
- Big Rock Township
- Hill Township